# Ermin Hasić
Ermin Hasić slovenski nogometaš, * 19. maj 1975, Koper.
Hasić je nekdanji profesionalni nogometaš, ki je igral na položaju vratarja. V svoji karieri je branil za slovenske klube Koper, Dekani in Olimpija ter nemški SpVgg Unterhaching. Skupno je v prvi slovenski ligi odigral 344 tekem in dosegel sedem golov. S Koprom je osvojil naslov državnega prvaka v sezoni 2009/10, slovenski pokal v letih 2007 in 2015 ter SuperPokal leta 2010.